# تن تو (ترانه کریستینا آگیلرا)
« تن تو» (به انگلیسی: Your Body) تک‌آهنگی از هنرمند اهل ایالات متحده آمریکا کریستینا آگیلرا است که در ۱۶ سپتامبر ۲۰۱۲ منتشر شد. «تن تو» این یکی از تک‌آهنگ‌های آلبوم لوتوس بود.